# Dragonet
Die USS Dragonet (SS/AGSS-293) war ein U-Boot der Balao-Klasse. Es wurde von der US Navy während des Zweiten Weltkriegs ab Ende 1944 von der Pazifikflotte in Operationen gegen Japan eingesetzt. Während des Kalten Krieges wurde das U-Boot bis 1. April 1961 in Reserve gehalten. Seine letzte Funktion war die eines Versuchsschiffs für Sprengtests.

## Technik und Bewaffnung
Die Dragonet war ein diesel-elektrisches Patrouillen-U-Boot der Balao-Klasse. Die Balao-Klasse wurde gegenüber der Gato-Klasse nur geringfügig verbessert und war wie jene für lange offensive Patrouillenfahrten im Pazifik ausgelegt. Insbesondere die Tauchtiefe wurde, basierend auf den Erfahrungen während des Krieges gegen Japan, vergrößert und der Innenraum verbessert. Äußerlich und in ihren Dimensionen glichen sich die Boote beider Klassen weitgehend.

### Technik
Die Dragonet war 95 Meter lang und 8,3 Meter breit, der Tiefgang betrug maximal 5,1 Meter. Aufgetaucht verdrängte sie 1526 ts, getaucht 2424 ts. Der Antrieb erfolgte durch vier 9-Zylinder-Diesel-Gegenkolbenmotoren von Fairbanks-Morse, Model 38D8-1/8, die jeweils 1000 kW Leistung hatten. Unter Wasser wurde das U-Boot durch vier Elektromotoren mit insgesamt 2740 PS angetrieben, die ihre Energie aus zwei 126-zelligen Akkumulatoren bezogen. Die Motoren gaben ihre Leistung über ein Getriebe an zwei Wellen mit je einer Schraube ab. Die Geschwindigkeit betrug aufgetaucht maximal 20,25 Knoten, getaucht schaffte die
Dragonet noch 8,75 Knoten. Die mögliche Tauchzeit betrug 48 Stunden, die maximale Konstruktionstauchtiefe lag bei 120 Metern. In den Treibstofftanks konnten 440 Kubikmeter Dieselkraftstoff gebunkert werden, damit hatte das Boot einen Fahrbereich von 11.000 Seemeilen bei 10 Knoten.

### Bewaffnung
Die Hauptbewaffnung bestand aus zehn 533-mm-Torpedorohren, sechs im Bug, vier achtern, für die sich 24 Torpedos an Bord befanden. Vor dem Turm war ein 4-Zoll-Deckgeschütz angebracht. Auf dem Wintergarten waren zwei 12,7-mm-Maschinengewehre und eine 40-mm-FlaK untergebracht. Zur Ortung feindlicher Schiffe verfügte die USS Dragonet über ein JK/QC- und ein QB-Sonar unter dem Bug, an Deck waren JP-Hydrophone installiert. Am ausfahrbaren Elektronikmast war ein SD-Radar mit 20 Seemeilen Aufklärungsreichweite zur Ortung feindlicher Flugzeuge angebracht, zusätzlich verfügte das U-Boot über ein SJ-Oberflächensuchradar mit etwa zwölf Seemeilen Reichweite. Im getauchten Zustand konnte über das am Periskop angebrachte ST-Radar mit acht Seemeilen Reichweite ebenfalls eine Ortung feindlicher Schiffe erfolgen.

## Geschichte
Die Dragonet wurde am 28. April 1942 bei der William Cramp & Sons Shipbuilding Company in Philadelphia auf Kiel gelegt. Am 18. April 1943 lief sie vom Stapel und wurde von Mrs. J. E. Gingrich getauft. Wie alle Schwesterschiffe, erhielt das U-Boot SS-292 den Namen eines Fisches. Die englische Bezeichnung dragonet bezieht sich dabei auf die Familie der Leierfische. Die Indienststellung des U-Bootes erfolgte am 6. März 1944. Kommandant des Bootes war Jack Hayden Lewis.

### Zweiter Weltkrieg
Während des Zweiten Weltkrieges kam die Dragonet auf nur drei Feindfahrten, von denen zwei als erfolgreich gewertet wurden.
- 1. Feindfahrt (1. November 1944–20. Dezember 1944): Die Dragonet erreichte am 9. Oktober 1944 Pearl Harbor. Von dort startete sie ihre Einsätze gegen Japan mit dem Auslaufen zum ersten Kriegseinsatz am 1. November. Einsatzgebiet war das Ochotskische Meer nördlich der japanischen Hauptinseln. Auf dem Anmarsch geriet das Boot nahe der Kurilen bei einer Tauchfahrt an einer nicht kartierten Untiefe auf Grund und wurde erheblich beschädigt. Es kam zu Wassereinbrüchen im Bereich des Bugtorpedoraums. Das Schiff musste die Operation abbrechen und geriet auf dem Rückmarsch zudem in einen heftigen Sturm, der wegen der bereits bestehenden Schäden das Boot beinahe zum Kentern brachte. Am 20. Dezember erreichte das Boot Midway, wo Behelfsreparaturen erfolgten, bevor eine gründliche Instandsetzung auf der Mare Island Naval Shipyard in Kalifornien stattfinden konnte.

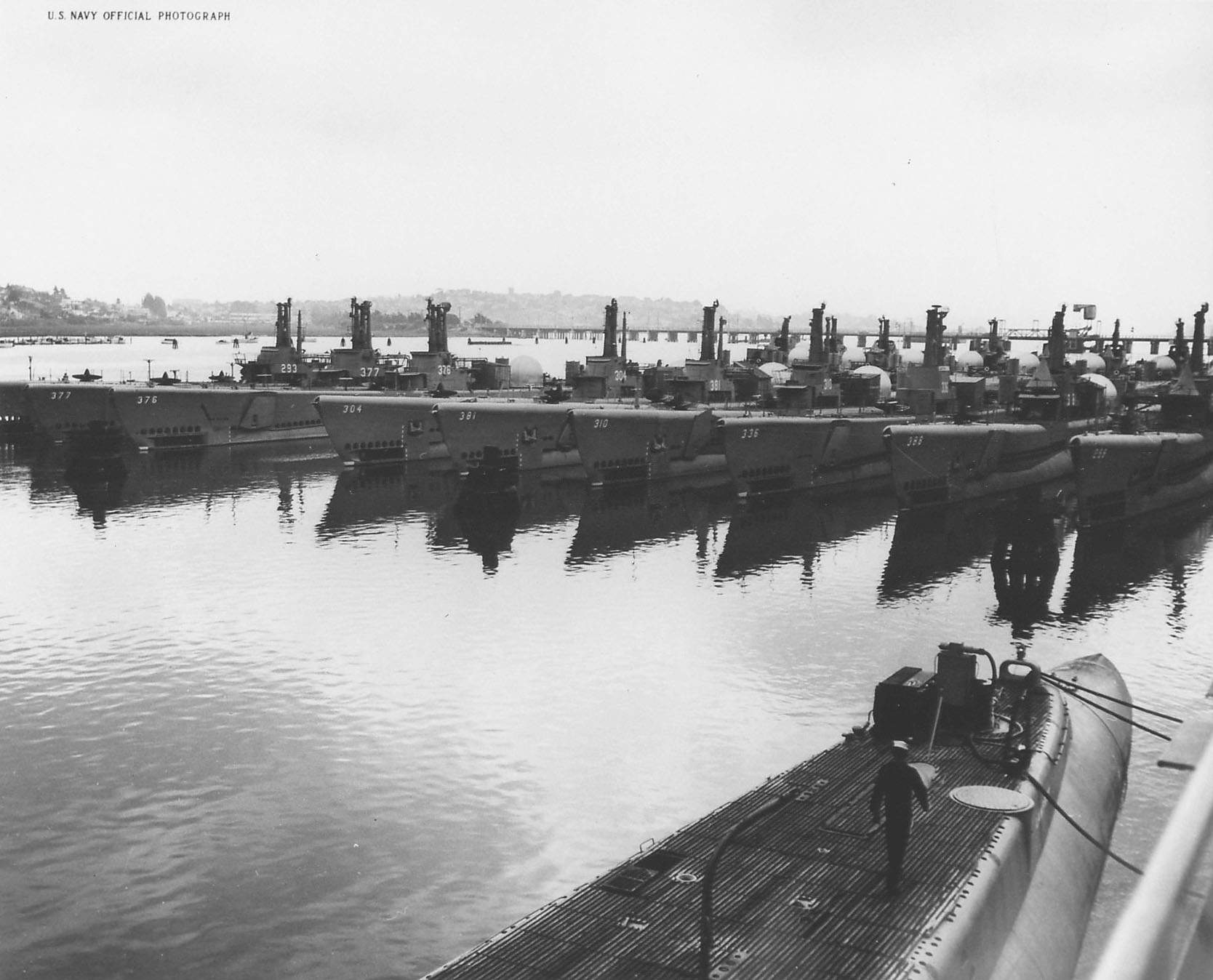
Dragonet (ganz links) mit anderen Booten der Reserveflotte auf Reede in der Naval Shipyard

- 2. Feindfahrt (19. April 1945–10. Juni 1945): Nachdem das Boot am 2. April 1945 nach Pearl Harbor zurückgekehrt war, lief es am 19. April zur zweiten Feindfahrt aus. Nach einem Aufenthalt zur Brennstoff- und Proviantergänzung in Guam (1. – 3. Mai) versah das Boot seinen Dienst als Rettungsschiff für abgestürzte oder abgeschossene amerikanische Flugzeugbesatzungen. Dabei konnte sie vier Soldaten der USAAF retten und nach Guam bringen. In Guam beendete das Boot am 10. Juni die Einsatzfahrt.
- 3. Feindfahrt (8. Juli–17. August): Der dritte und letzte Kriegseinsatz der Dragonet, der wiederum den Einsatz als Rettungsschiff für Flieger vorsah, führte sie in die Nähe der japanischen Insel Okino Shima. Dort gelang die Rettung des Piloten eines Flugzeuges der US Navy. Bis Kriegsende konnte das Boot, nahe der japanischen Küste operierend, keine Angriffe auf die japanische Schifffahrt mehr fahren und auch keine Erfolge erzielen.[7] Kommandant während der dritten Feindfahrt war Gerald G. Hinman.[8]

Sowohl die zweite, als auch die dritte Feindfahrt wurden als erfolgreich gewertet. Das Schiff erhielt dafür jeweils einen Battle Star.

### Nachkriegszeit
Nach der Kapitulation Japans wurde das U-Boot am 16. April 1946 außer Dienst gestellt. Wie viele weitere U-Boote der US Navy wurde die Dragonet nach dem Zweiten Weltkrieg der Reserveflotte übergeben und lag eingemottet auf der Mare Island Naval Shipyard, Kalifornien, neben weiteren U-Booten aus dem Zweiten Weltkrieg. Sie wurde nicht, wie andere Boote der Klasse, während des Koreakrieges oder für den Einsatz als Ausbildungs-U-Boot oder für andere Aufgaben reaktiviert, sondern blieb bis zu ihrer Streichung aus dem Flottenregister bei der Reserveflotte. Auch eine Modernisierung (GUPPY) erfolgte nicht.

## Verbleib
Am 17. September 1961 wurde die USS Dragonet als Versuchsschiff für Sprengtests in der Chesapeake Bay versenkt.